# Riserva naturale Ischitella e Carpino
La riserva naturale Ischitella e Carpino è un'area naturale protetta situata all'interno del parco nazionale del Gargano, in provincia di Foggia.

## Storia
L'area della riserva è divenuta statale nel 1957 grazie agli acquisti diretti della Azienda di Stato per le foreste demaniali (ASFD) ed è divenuta ufficialmente riserva naturale biogenetica statale nel 1977 Dal 2008 sono in corso interventi selvicolturali mirati alla disetaneizzazione del soprassuolo e all'incremento della biodiversità.

## Territorio
La riserva prende il nome dai comuni di Ischitella e di Carpino e occupa una superficie di circa 300 ettari. Il territorio presenta una orografia costituita prevalentemente da valli e vallette (tra cui la valle Grande e la valle del torrente romondato), orientate verso il Lago di Varano a Ovest. Le pendici volte a nord-nord-est sono più fresche e presentano un terreno molto fertile.
Nella riserva scorre il torrente Romondato, che sfocia nel mare Adriatico nel territorio di Rodi Garganico.

## Comuni
Rientrano nella riserva i comuni di:
- Carpino, borgo medievale, posto a sud del lago di Varano sulla collina di Pastromele a 150 m s.l.m..
- Ischitella, caratteristico borgo medievale, situato a pochi chilometri dalla foce del lago di Varano e posto su una collina a 300 m s.l.m.

## Fauna
La fauna è prevalentemente costituita da caprioli (dalla cui presenza nell'area, probabilmente, deriva il nome della città di Carpino), gatti selvatici, ghiri, faine, tassi, volpi, lepri, cinghiali e varie specie di uccelli tra cui il picchio verde, il gufo comune, l'allocco, il colombaccio, la beccaccia e varie specie di turdidi, fringillidi e paridi.

## Flora
La riserva naturale di Ischitella e Carpino è caratterizzata da boschi di latifoglie, costituiti in maggior parte da faggi e in misura minore da lecci. Sono presenti, inoltre, numerosi esemplari di cerro e farnetto. Meno numerosi sono gli esemplari di carpini e tigli.
Arbusti ed erbe risultano essere scarsi nelle zone dove predomina il faggio, mentre risultano molto più abbondanti laddove sono presenti altre specie. È costituita da: marruca, nocciolo, sanguinella, lantana, lauro, corbezzolo, cisti, ginestre, alaterno, pungitopo, agrifoglio e felci.
Grazie al particolare microclima di questa riserva, il faggio si spinge fino a quote basse quali quelle dei 250 m s.l.m..

## Punti di interesse
Il punto più interessante della riserva naturale biogenetica di Ischitella e Carpino è la faggeta in località Coppa delle rose.
Tale faggeta, una delle più interessanti della Capitanata, si trova ad una quota insolitamente bassa ed è costituita da piante monumentali (alte anche oltre 30 metri e con diametri di 60–70 cm), ben spaziate tra di loro e caratterizzate da fusti regolari e chiome ben raccolte in alto.

## Accessi
La Riserva è raggiungibile da qualsiasi punto del tratto di ferrovia tra Ischitella e Carpino, ma lo è soprattutto percorrendo una strada comunale che, dopo aver attraversato il Vallone Grande, costeggia tutta la riserva.

## Attività
- Trekking, buona parte dell'area è percorribile a piedi. Non sono tuttavia presenti sentieri ben definiti.
- Tour in fuoristrada, percorrendo la strada comunale che raggiunge la riserva

## Strutture ricettive e informazioni
Per ottenere informazioni o prenotare visite guidate, è possibile contattare l'Ufficio territoriale per la biodiversità di Foresta Umbra..
Email

### Web
- Riserva Statale Ischitella e Carpino, in Agraria.org. URL consultato il 29/10/2012.
- Carpino, la storia, in Sito ufficiale del Comune di Carpino. URL consultato il 29/10/2012 (archiviato dall'url originale l'8 dicembre 2009).
- Riserve Naturali Statali bosco Ischitella e Carpino, in Corpo forestale dello Stato. URL consultato il 29/10/2012 (archiviato dall'url originale il 27 settembre 2012).
- Riserva Statale Ischitella e Carpino, in Parks.it. URL consultato il 29/10/2012.